# Ocotea vanderwerffii
Ocotea vanderwerffii là loài thực vật có hoa trong họ Nguyệt quế. Loài này được (Kosterm.) van der Werff mô tả khoa học đầu tiên năm 2001.